# Radio Nowhere
Singles de Bruce Springsteen
All the Way Home
(2005) Girls in Their Summer Clothes
(2007)
Clip vidéo
[vidéo] « Radio Nowhere », sur YouTube
Radio Nowhere est une chanson écrite, composée et interprétée par le chanteur américain Bruce Springsteen, sortie en single le 28 août 2007, premier extrait de l'album Magic.
Elle remporte deux trophées lors de la 50e cérémonie des Grammy Awards le 10 février 2008: meilleure chanson rock et meilleure prestation vocale rock en solo.
La chanson a l'honneur des hit-parades officiels au Canada et en Europe, notamment en Norvège où elle culmine à la 2e place du classement des ventes.
Si, aux États-Unis, elle ne parvient pas à se classer dans le Billboard Hot 100, elle finit par être certifiée disque d'or en mai 2022 pour 500 000 ventes.

## Clip
Le clip vidéo est réalisé par Thom Zimny.

## Classements hebdomadaires
| Classement (2007)                      | Meilleure place |
| -------------------------------------- | --------------- |
| Allemagne (GfK Entertainment)          | 90              |
| Canada (Canadian Hot 100)              | 55              |
| États-Unis (Adult Alternative Airplay) | 2               |
| Irlande (IRMA)                         | 24              |
| Norvège (VG-lista)                     | 2               |
| Royaume-Uni (UK Singles Chart)         | 96              |
| Suède (Sverigetopplistan)              | 60              |
| Suisse (Schweizer Hitparade)           | 87              |

## Certifications
| Pays              | Certification | Date        | Unités certifiées |
| ----------------- | ------------- | ----------- | ----------------- |
| États-Unis (RIAA) | Or            | 25 mai 2022 | 500 000           |